# ZeroBrane Studio
ZeroBrane Studio — легковаге інтегроване середовище розробки для мови програмування Lua, написане на самій мові Lua з використанням wxWidgets та Scintilla як компонента редагування.

## Особливості
IDE підтримує підсвітку синтаксису Lua, автодоповнення (в тому числі і для підтримуваних ігрових рушіїв), віддалене зневадження як для Lua версій 5.1, 5.2, 5.3 і LuaJIT, так і для таких ігрових рушіїв, як LÖVE, Moai, Gideros, Marmalade Quick, Corona, і Cocos2d.
Розробник програми визначає її як просте середовище програмування, готове для використання школярами та студентами, однак достатньо потужне для досвідчених програмістів, яке, до того ж, може бути розширеним з допомогою Lua-сценаріїв.
Так, щоб перейменувати локальну змінну, потрібно просто натиснути Ctrl і, подвійним клацанням по будь-якому входженню змінної, виділити усі її входження у поточному лексичному блоці. Далі, скориставшись можливістю множинного редагування, можна просто ввести нове ім'я змінної. Також можна скористатися можливостями множинного редагування, виділивши декілька точок редагування з допомогою клавіші Ctrl. Область «outline» забезпечує просту навігацію по всіх функціях поточного проекту, включно з анонімними..